# 愛德華·蒂姆森
愛德華·蒂姆森（英語：Edward Timpson，1973年12月26日—）是一位英格蘭政治人物，他的黨籍是保守黨。自2008年開始，他擔任克魯和楠特威奇選區的英國下議院議員，並於2022年獲委任為英格蘭及威爾斯法律政策專員。他畢業於杜倫大學。